# Monopolistička konkurencija
Monopolistička konkurencija je tržišna struktura i vrsta nesavršene konkurencije u kojoj postoji mnogo proizvođača čiji su proizvodi diferencirani. Svoje proizvode proizvođači prodaju velikom broju kupaca. Postoji sloboda ulaska i izlaska sa tržišta. Poduzeća imaju mali tržišni udio pa je mogućnost ucjecaja na cijenu ograničena. U ovoj tržišnoj strukturi svako poduzeće samo odlučuje o količini i cijeni te nije primorano voditi računa o reakcijama konkurenata.
Profit ({\displaystyle \Pi }) se kao i kod monopola i oligopola maksimizira kada su granični troškovi jednaki graničnom prihodu. Profit je jednak razlici ukupnog prihoda (TR) i ukupnih troškova (TC). To možemo zapisati kao {\displaystyle \Pi =TR-TC}. Odnosno jednak je razlici cijene (P) i prosječnih troškova (AC) pomnoženih sa količnom (Q). Odnosno {\displaystyle \Pi =(P-AC)*Q}.

## Poveznice
- savršena konkurencija
- oligopol
- monopol